# Xestia kermesina
Xestia kermesina là một loài bướm đêm trong họ Noctuidae.